# چاکیجی (دینار)
چاکیجی (به ترکی استانبولی: Çakıcı) یک منطقهٔ مسکونی در ترکیه است که در دینار (شهر) واقع شده‌است.